# 24 ur Le Mansa 1930
24 ur Le Mansa 1930 je bila osma vzdržljivostna dirka 24 ur Le Mansa. Potekala je 21. in 22. junija 1930.

## Rezultati

### Uvrščeni
| Poz | Razred | Št | Moštvo                        | Dirkači                             | Šasija                           | Motor                           | Krogi |
| --- | ------ | -- | ----------------------------- | ----------------------------------- | -------------------------------- | ------------------------------- | ----- |
| 1   | 8.0    | 4  | Bentley Motors Ltd.           | Woolf Barnato Glen Kidston          | Bentley Speed Six "Old Number 1" | Bentley 6.6L I6                 | 179   |
| 2   | 8.0    | 2  | Bentley Motors Ltd.           | Frank Clement Richard Watney        | Bentley Speed Six                | Bentley 6.6L I6                 | 173   |
| 3   | 3.0    | 15 | Arthur W. Fox Charles Nicholl | Brian E. Lewis Hugh Eaton           | Talbot AO90                      | Talbot 2.3L I4                  | 162   |
| 4   | 3.0    | 16 | Arthur W. Fox Charles Nicholl | Johnny Hindmarsh Tim Rose-Richards  | Talbot AO90                      | Talbot 2.3L I4                  | 160   |
| 5   | 2.0    | 23 | Lord Howe                     | Lord Howe Leslie Callingham         | Alfa Romeo 6C 1750GS             | Alfa Romeo 1.8L Supercharged I6 | 159   |
| 6   | 1.5    | 24 | Lea-Francis                   | Kenneth Peacock Sammy Newsome       | Lea-Francis Hyper S-Type         | Meadows 1.5L Supercharged I4    | 140   |
| 7   | 1.5    | 25 | Mme. Marguerite Mareuse       | Marguerite Mareuse Odette Siko      | Bugatti Type 40                  | Bugatti 1.5L I4                 | 132   |
| 8   | 1.1    | 27 | Tracta                        | Jean-Albert Grégoire Fernand Vallon | Tracta A28                       | S.C.A.P. 1.0L I4                | 128   |
| 9   | 1.1    | 26 | Tracta                        | Roger Bourcier Louis Debeurgny      | Tracta A28                       | S.C.A.P. 1.0L I4                | 123   |

### Odstopi
| Poz | Razred | Št | Moštvo                          | Dirkači                            | Šasija            | Motor                              | Krogi        |
| --- | ------ | -- | ------------------------------- | ---------------------------------- | ----------------- | ---------------------------------- | ------------ |
| 10  | 5.0    | 8  | Hon. Miss Dorothy Paget         | Dudley Benjafield Giulio Ramponi   | Bentley Blower C  | Bentley 4.4L Supercharged I4       | 144          |
| 11  | 5.0    | 9  | Hon. Miss Dorothy Paget         | Henry Birkin Jean Chassagne        | Bentley Blower C  | Bentley 4.4L Supercharged I4       | 138          |
| 12  | 8.0    | 1  | Rudolf Caracciola               | Rudolf Caracciola Christian Werner | Mercedes-Benz SS  | Mercedes-Benz 7.1L Supercharged I6 | 85           |
| 13  | 1.1    | 28 | Mrs. Huskinson & Fane           | R.C. Murton-Neale Jack Hicks       | MG M Midget       | MG 0.8L I4                         | 82           |
| 14  | 8.0    | 6  | Parke                           | Georges Philippe Edmond Bourlier   | Stutz DV32        | Stutz 5.4L I8                      | 42           |
| 15  | 8.0    | 5  | Éduoard Brisson                 | Éduoard Brisson Louis Rigal        | Stutz DV32        | Stutz 5.4L I8                      | 34           |
| 16  | 1.1    | 29 | Francis Samuelson               | F.H.B. Samuelson Freddy Kindell    | MG M Midget       | MG 0.8L I4                         | 28           |
| 17  | 8.0    | 3  | Bentley Motors Ltd.             | Sammy Davis Clive Dunfee           | Bentley Speed Six | Bentley 6.6L I6                    | 21           |
| 18  | 1.5    | ?  | Bollack, Netter et Cie (B.N.C.) | ?                                  | B.N.C.            | B.N.C. 1.5L I4                     | Ni Šta- rtal |

### Statistika
- Najhitrejši krog - #9 Hon. Miss Dorothy Paget - 6:48
- Razdalja - 2930.663km
- Povprečna hitrost - 122.111km/h

### Dobitniki nagrad
- 6th Biennial Cup - #4 Bentley Motors Ltd.
- Index of Performance - #15 Arthur W. Fox & Charles Nicholl